# Dora García

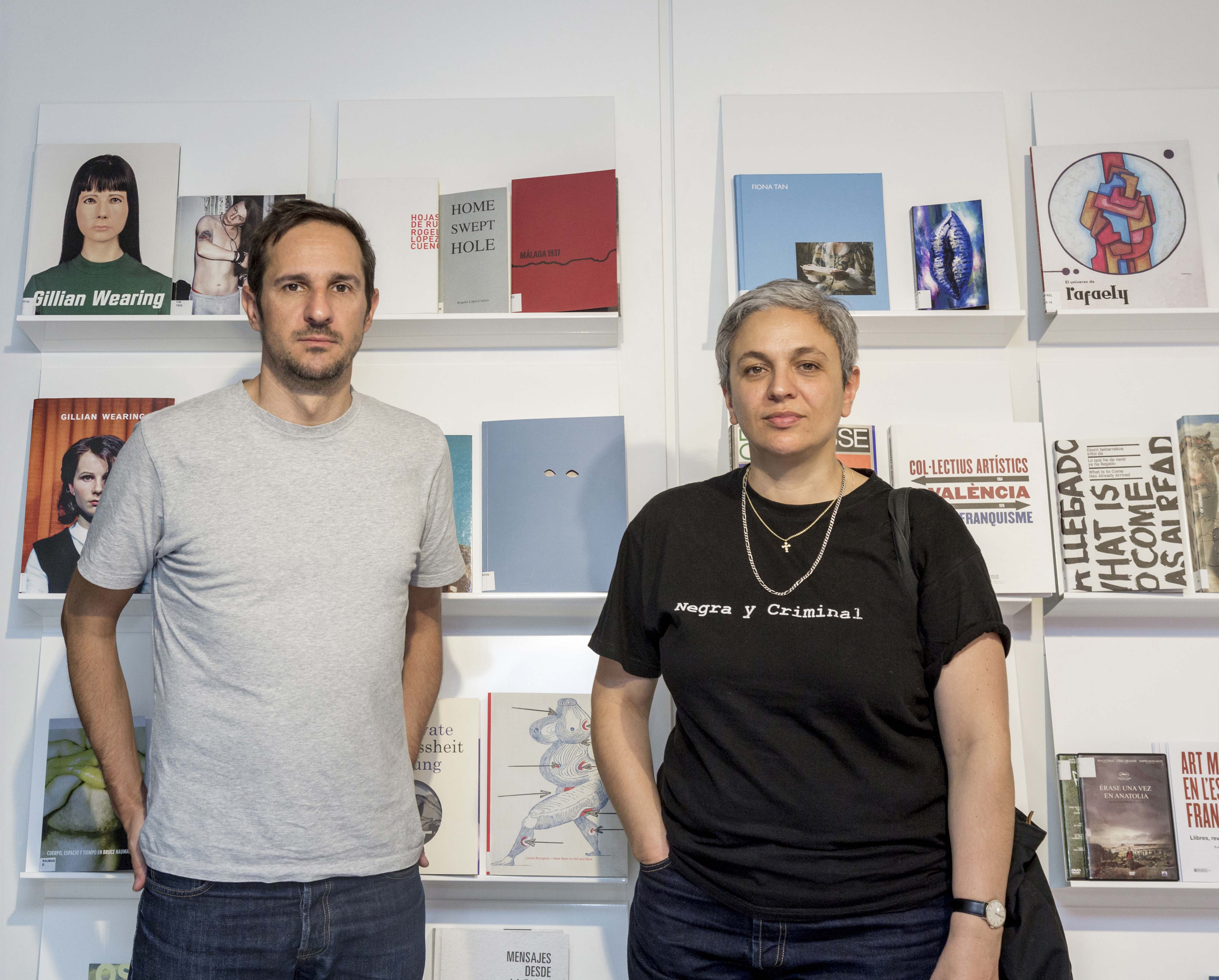
Dora García (rechts)

Dora García (* 1965 in Valladolid) ist eine spanische Bildhauerin, Fotografin, Video- und Installationskünstlerin.

## Leben
García absolvierte den Bachelor und Master an der Universität Salamanca und der Círculo de Bellas Artes in Madrid. An der Rijksakademie van beeldende kunsten in Amsterdam schloss sie ein Postgraduales Studium an.
Sie interessiert sich für Antihelden, Soziale Randgruppen, Widerstand und Gegenkultur. García realisierte Filme über die Stasi (Rooms, Conversations, Film, 24‘, 2006), den Stand-up-Comedian Lenny Bruce (Just because everything is different it does not mean that anything has changed, Lenny Bruce in Sydney, Performance und Film, 60‘ Biennale of Sydney, 2008) und die Ursprünge der Antipsychiatrie (The Deviant Majority, Film, 34′, 2010). Dora García nahm an Treffen einer von Fritz Senn an der Zurich James Joyce Foundation geleiteten Lesegruppe zu Finnegans Wake von James Joyce teil, die den Ausgangspunkt für den Dokumentarfilm The Joycean Society (53’, 2013) darstellten. Segunda Vez (2015) ist ein Film über den Argentinischen Autor Oscar Masotta (1930–1979).
2005/2006 war Dora García Stipendiatin in der Galerie für Zeitgenössische Kunst Leipzig. Ihre Recherche zu Stasi und Friedliche Revolution 1989 mündete in die Video-Arbeit und gleichnamige Ausstellung „Zimmer, Gespräche“ in der Galerie für Zeitgenössische Kunst Leipzig 2007. Bei ihren Recherchen stieß García auf das Archiv des Museums in der „Runden Ecke“. Das ihr vom Archiv ausgehändigte Videomaterial sowie Kopien von MfS-Bildmaterial verwendete García für ihre künstlerische Arbeit. Die Künstlerin und Professorin für Fotografie an der Hochschule für Grafik und Buchkunst Leipzig Prof. Tina Bara entdeckte sich daraufhin selbst auf einem Foto, das García für den Titel ihres Katalogs verwendet hatte. Als Reaktion darauf entwickelte Tina Bara gemeinsam mit ihrer Kollegin Alba d'Urbano die Arbeit „Covergirl: Wespen-Akte“, die sich mit der Entstehungsgeschichte der Arbeit und deren Bedeutungen, Zirkulations-, Rezeptions- und Kontextbedingungen auseinandersetzte.
2007 ließ García im Rahmen der Skulptur.Projekte eine dem Bettler Charles Filch aus der Dreigroschenoper nachempfundene Figur durch die Straßen Münsters flanieren. 2012 veröffentlichte Dora Garcia zur dOCUMENTA (13) Die Klau Mich Show.

## Ausstellungen (Auswahl)
- 2003: MACBA, Barcelona[7]; Istanbul Biennale, Istanbul[8]
- 2007: Skulptur.Projekte, Münster; GfZK, Leipzig[9]
- 2008: Tate Gallery of Modern Art, London; 16. Biennale Sydney, Sydney[10]
- 2009: 10. Biennale d’art contemporain de Lyon, Lyon
- 2010: Gwangju Biennale, Südkorea; Stiftung Kunsthalle Bern, Bern[11]
- 2011/13: Biennale di Venezia, Venedig[12]
- 2012: dOCUMENTA (13), Kassel[13]
- 2013/14: Kunsthaus, Bregenz: Dora García. The Sinthome Score
- 2016: Museo Centro de Arte Dos de Mayo, Madrid[14]
- 2022/23: Laboratorio Arte Alameda - Claustro, Mexiko-Stadt
- 2022/23: PalaisPopulaire, Berlin,[15]
- 2023: Museo Helga de Alvear[16], Cáceres; Museo Reina Sofia, Madrid[17]

## Filme (Regie)
- 2013: The Joycean Society
- 2017: Para inducir el espíritu de la imagen
- 2018: Segunda vez
- 2020: Love with Obstacles
- 2021: Si Pudiera Desear Algo
- 2023: Amor Rojo